# Hvide Sande
Hvide Sande anhörenⓘ [ˈviːðə ˈsanə] ist eine Hafenstadt an der dänischen Westküste, gelegen auf der Nehrung Holmsland Klit am Durchstich zum Ringkøbing Fjord. Sie gehört zur Ringkøbing-Skjern Kommune in der Region Midtjylland und zählt 2780 Einwohner (Stand 1. Januar 2025).
Hvide Sande ist Heimathafen einer Fischereiflotte von 40 Schiffen, nach gelöschter Fangmenge erreicht der Fischereihafen Platz fünf in Dänemark. Das lebendige Hafenmilieu, Fischhändler und -räuchereien ziehen viele Touristen an.

## Geografie
Hvide Sande liegt etwa in der Mitte des Holmsland Klit, zwischen Nordsee und Fjord. Dort besteht die einzige Verbindung zwischen beiden. Die Bebauung verteilt sich dabei nördlich und südlich der Schleuse und des Hafens. Die gesamte Umgebung ist geprägt von Dünen, die unter anderem mit Strandhafer und dahinter oft mit Heidekrautgewächsen bewachsen sind.

## Geschichte
Der Ort wurde 1931 im Zusammenhang mit der Fertigstellung des Hvide-Sande-Kanals gegründet. Nachdem sich die Verbindung des Ringkøbingfjords zum Meer seit dem 17. Jahrhundert immer weiter nach Süden verlagert hatte und das Haff zu einem Binnensee zu werden drohte, wurde ungefähr in der Mitte des Dünenstreifens Holmsland Klit ein Durchstich mit zwei Schleusen angelegt, einer Schleuse und einer Entwässerungsschleuse. Ein früherer Durchstich war an der strömungsbedingten Versandung gescheitert. Der Name der Hafenstadt ist auf das Wort „Æ Hwi‘ Såend“ zurückzuführen, was so viel wie „Weißer Sand“ bedeutet. Die Klappbrücke über der Fahrrinne versagte im Frühjahr 2007 ihren Dienst und konnte vorübergehend nicht mehr für den Schiffsverkehr geöffnet werden. Die Mechanik musste vollständig erneuert werden.
Vor der Kommunalreform 2007 war der Ort Bestandteil der Holmsland Kommune, die mit den Kommunen Ringkøbing, Skjern, Videbæk und Egvad zur Ringkøbing-Skjern Kommune zusammengeschlossen worden ist.

## Sehenswertes
Im Zentrum der Stadt liegt die Schleusenanlage mit einer Klappbrücke für den Straßenverkehr.
Touristisch interessant ist die tägliche Fischauktion am Hafen um sieben Uhr morgens. Das ortsansässige Fischereimuseum „Fiskeriets Hus“ zeigt auf circa 400 m² Ausstellungsfläche die regionale Meeresfauna. 
Sechs Kilometer nördlich liegt bei Nørre Lyngvig der Leuchtturm Lyngvig Fyr. Er gehört mit einer Höhe von 38 m und einer Feuerhöhe von 53 m zu den höchsten Leuchttürmen Dänemarks. Der Leuchtturm wurde 1965 automatisiert. 
In südlicher Richtung befindet sich das Museum Abelines Gaard. Das regionaltypische Gehöft aus dem Jahre 1854 vermittelt einen Eindruck von den Lebensumständen auf der Nehrung in früheren Zeiten. Im Jahre 1996 wurde das Museum für herausragende Leistungen zur Erhaltung von Kulturerbe mit dem Europa-Nostra-Preis ausgezeichnet.
Sieben Kilometer südlich von Hvide Sande liegt die Kirche von Haurvig. Als Kapelle im Jahr 1869 errichtet, wurde sie 1947 renoviert und erhielt zudem einen Kirchturm. Auf dem Friedhof befinden sich Gräber und Steine von Soldaten der alliierten Streitkräfte.

## Bilder

Blick vom Troldbjerg auf den Durchfahrtskanal und den Hafen von Hvide Sande (2012).

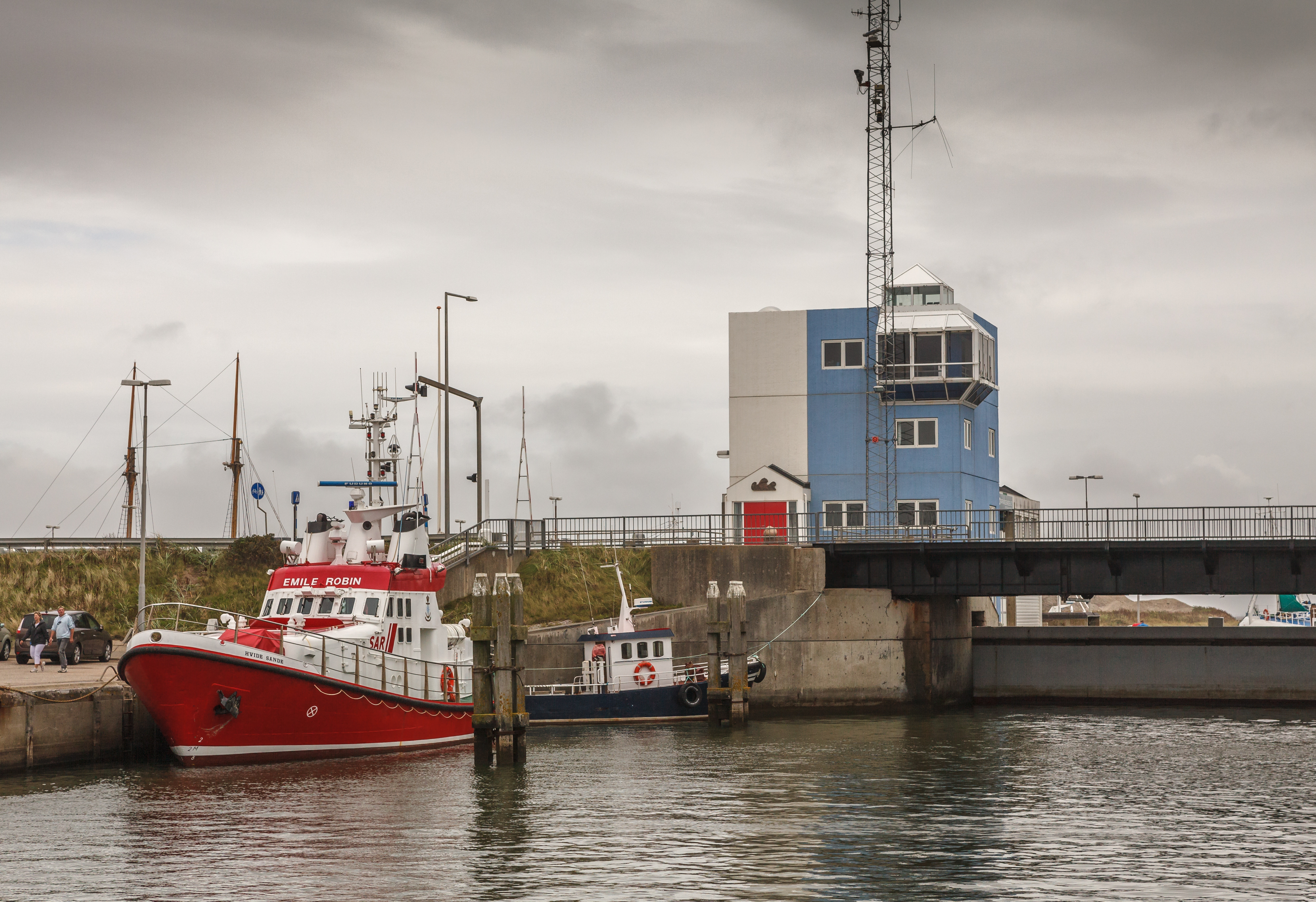
An der Schleuse liegt das Seenotrettungsboot „Emile Robin“.
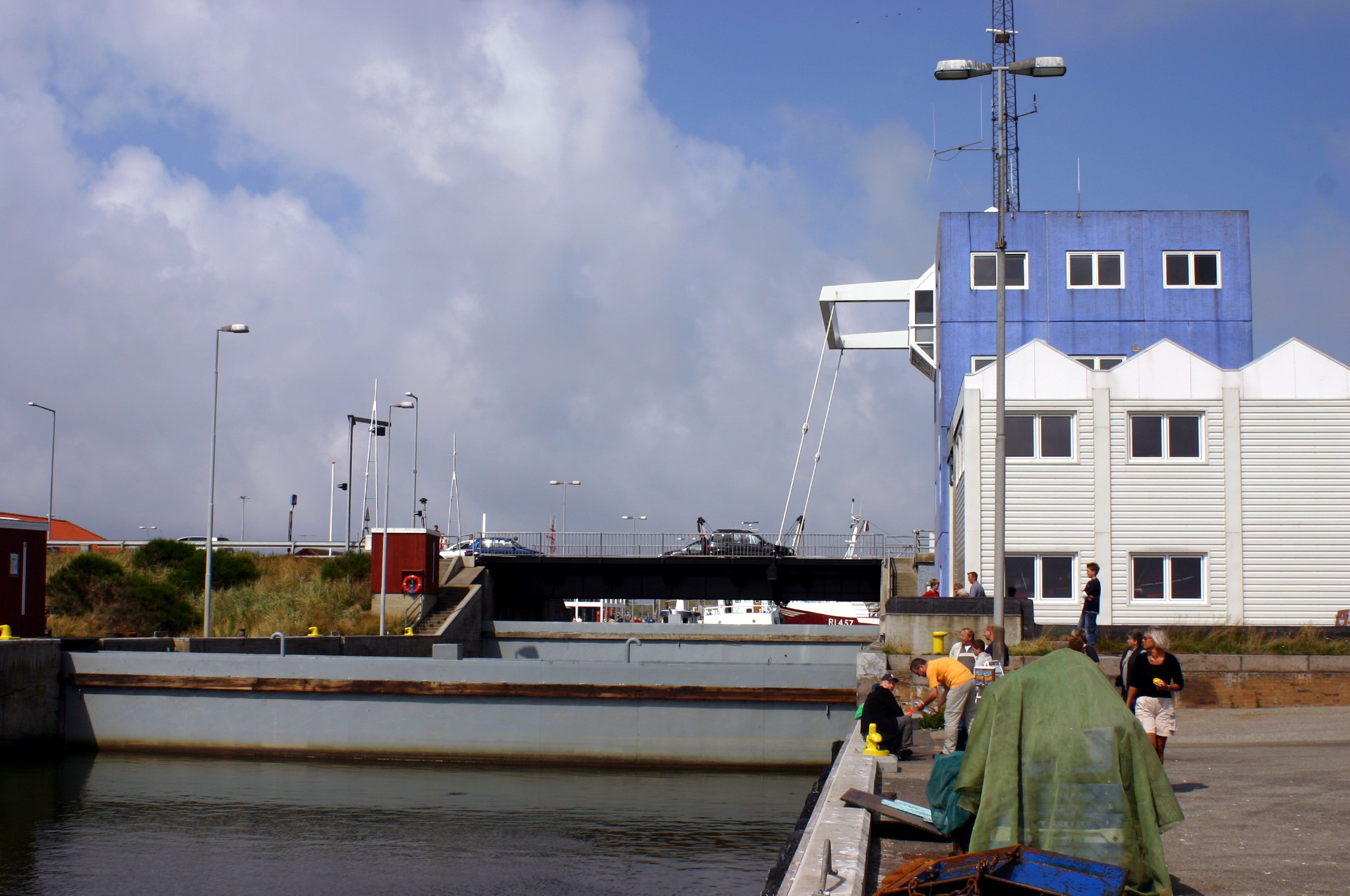
Im Blauen Turm an der Klappbrücke residiert die Hafenaufsicht.
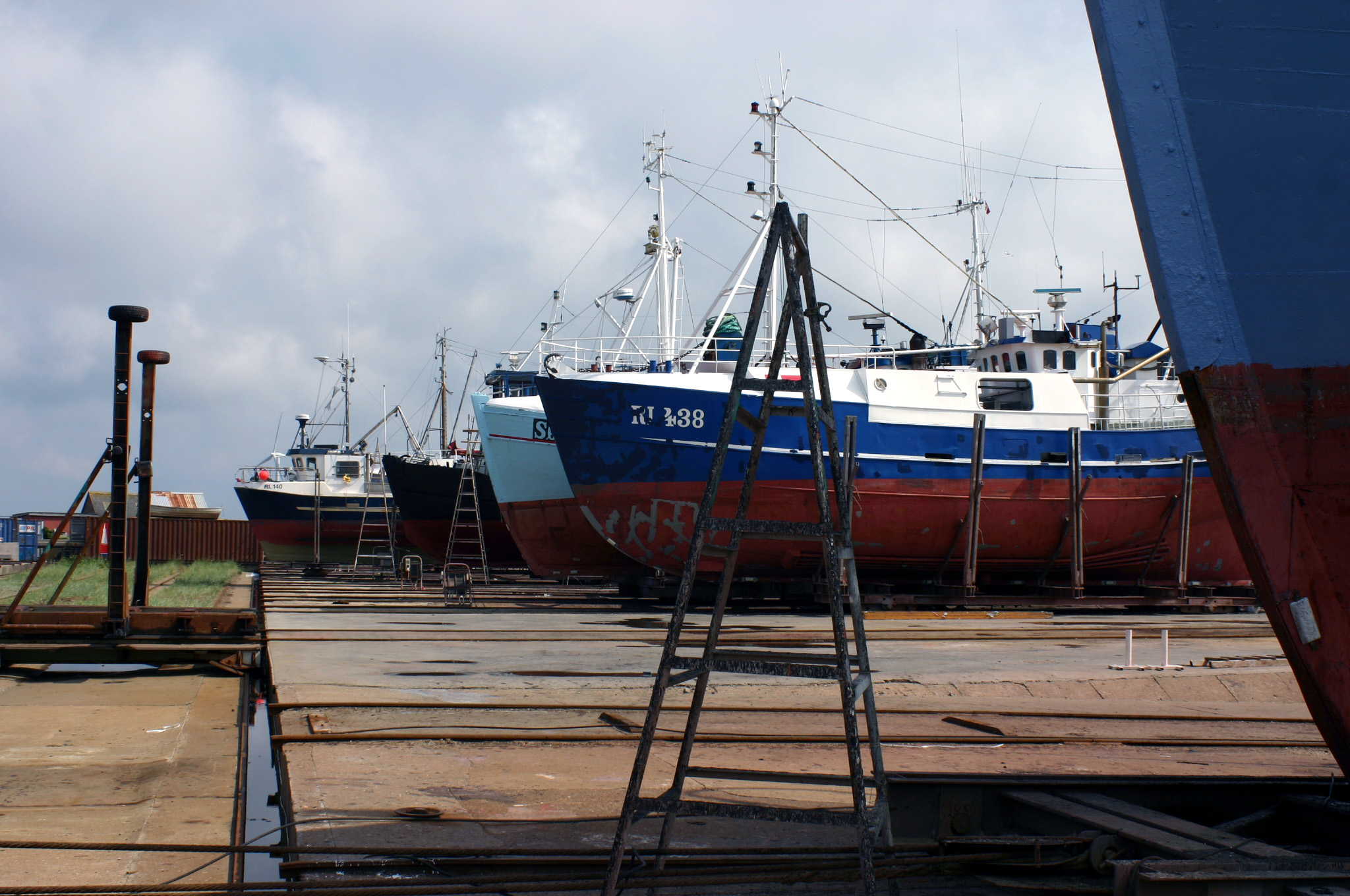
Schiffswerft
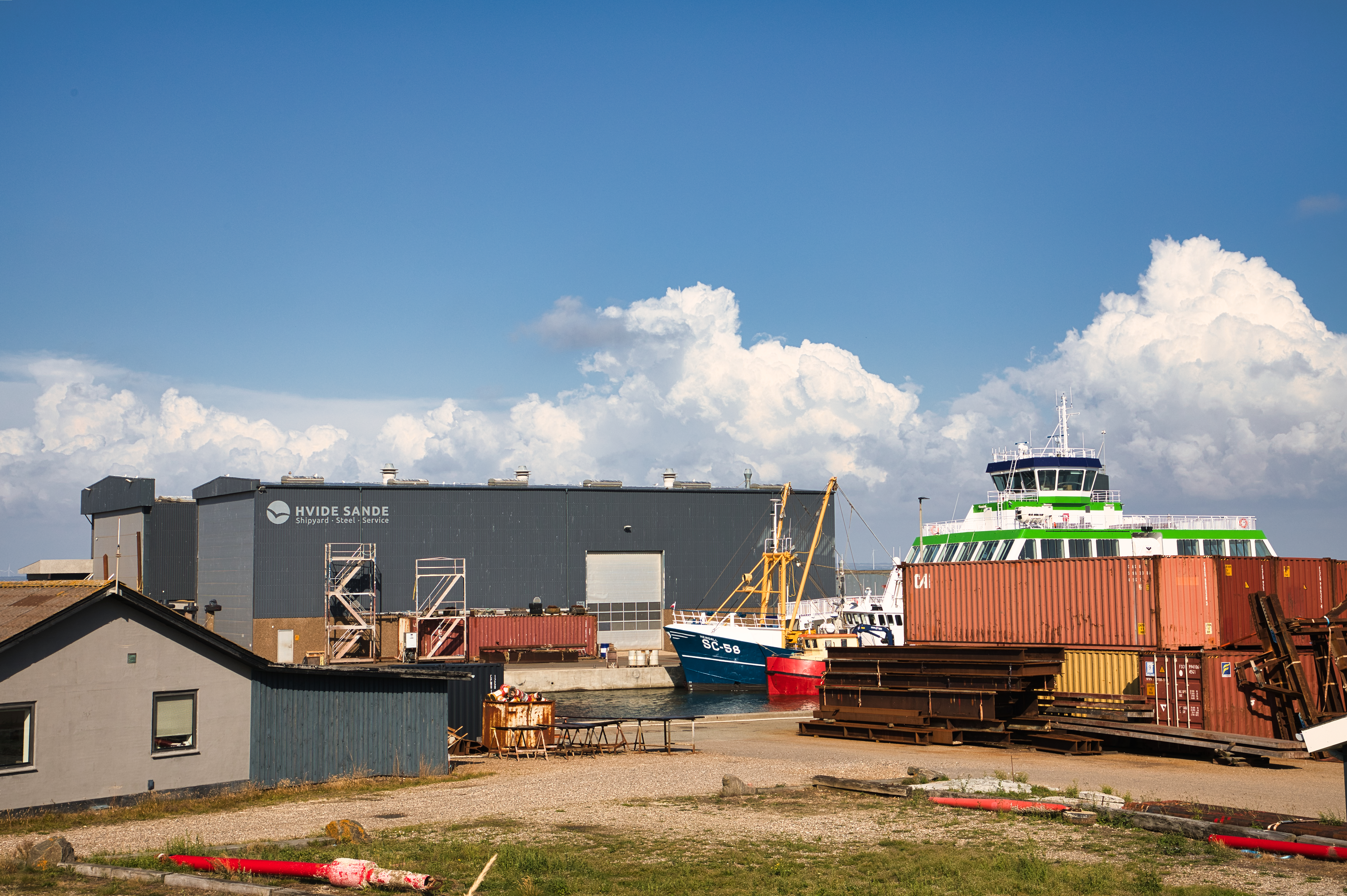
Im Industriegebiet von Hvide Sande
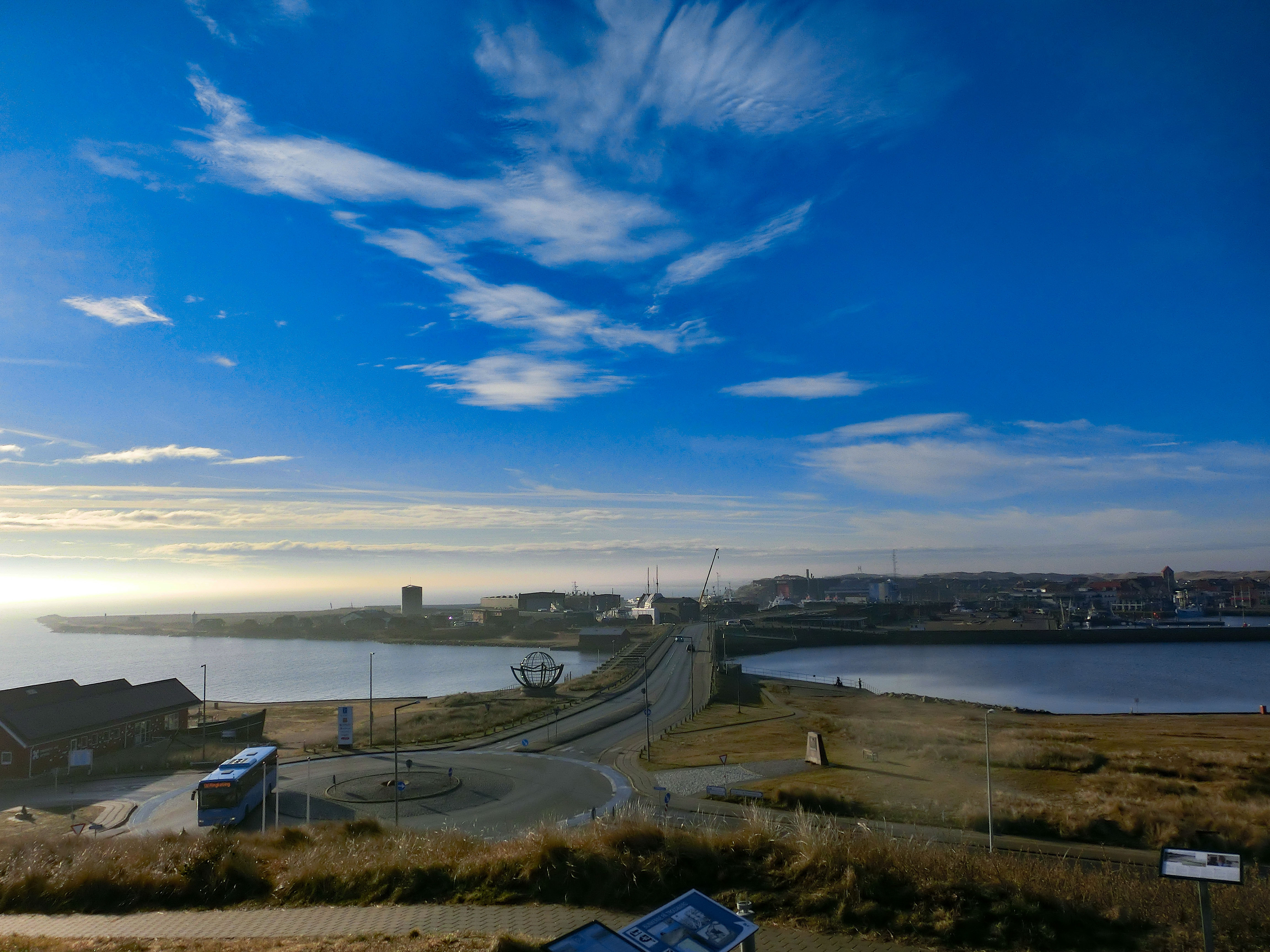
Blick auf den Ringkøbing Fjord, Hvide-Sande-Kanal und den Hafen.
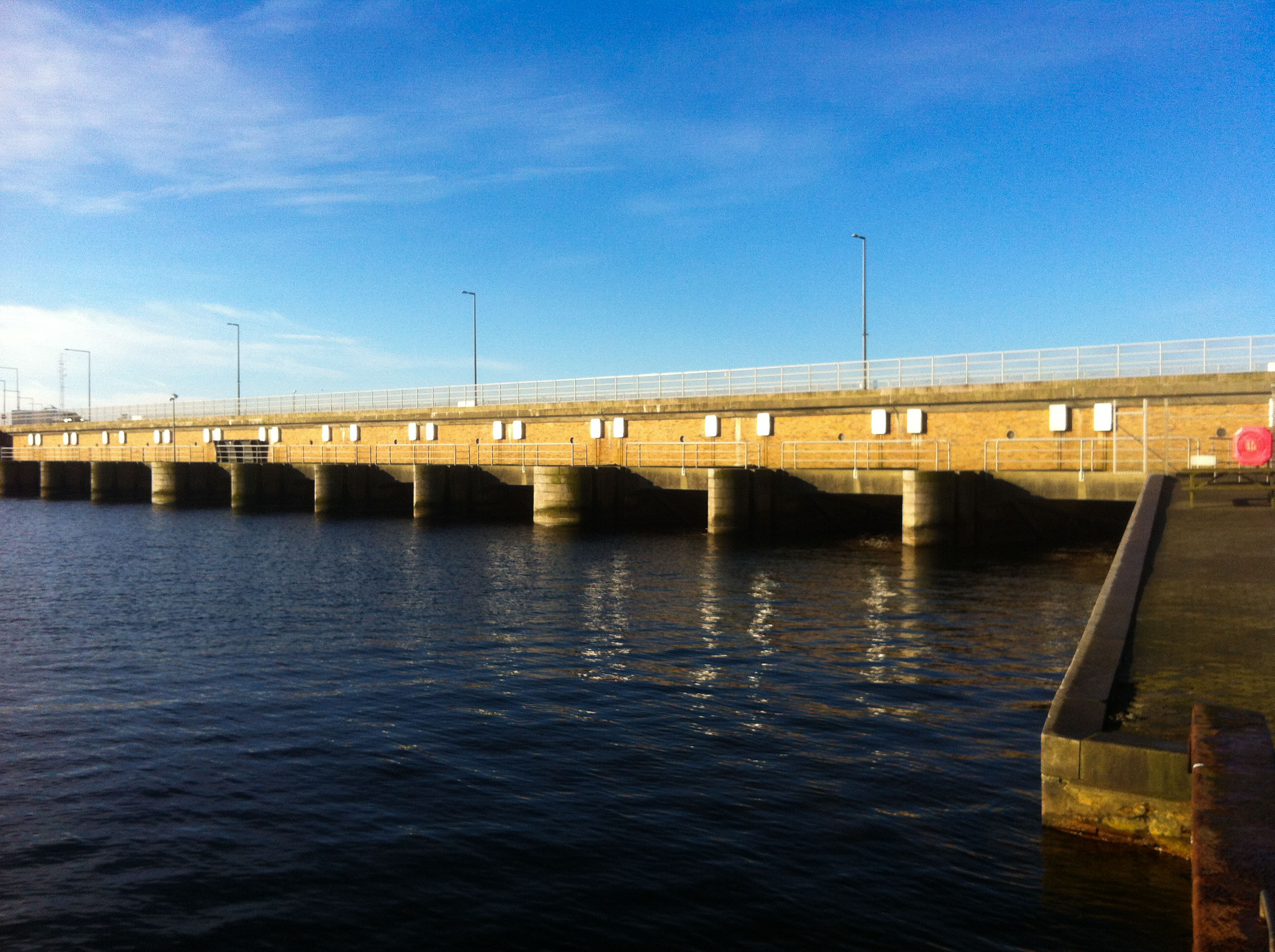
Entwässerungsschleuse

## Söhne und Töchter
- Niels Lodberg (* 1980), dänischer Fußballspieler und -trainer
- Aage Rydstrøm-Poulsen (* 1951), dänischer Theologe und Hochschullehrer
- Oliver Svendsen (* 2004), dänischer Fußballspieler